# أمين حطيط
أمين حطيط عسكري لبناني سابق برتبة عميد ركن متقاعد، وخبير ومحلل عسكري، حضر عدة دورات عسكرية في لبنان، والأردن، وبلجيكا، وفرنسا، والصين، ومنح دبلوم في الدراسات العسكرية العليا بعد الانتهاء من برنامج معترف به في القيادة. حاصل على دكتوراه في حقوق الدولة اللبنانية. وكان قائد في الأكاديمية العسكرية. قاد ترسيم الحدود اللبنانية والتحقق من الانسحاب الإسرائيلي من جنوب لبنان في عام 2000. وأصدر مجموعة من الكتب، والدراسات القانونية والسياسية، وشارك في أكثر من 50 مؤتمر وندوة علمية.كان أستاذاً في الجامعة اللبنانية بعد التقاعد من الجيش.
برز في الأزمة السورية خلال تأييده لنظام بشار الأسد في سوريا.
آمن بالمقاومة ايمانا مطلقا، ودافع عنها في كل المنابر ، وكان له دور رئيسي ومميز في نصرة المقاومة عام 2006 وفي معركة طوفان الأقصى، كما كان له دور بارز في نصرة المقاومة الفلسطينية.
ترك مئات المقالات والأبحاث والاسهامات الفكرية التي تعزز ثقافة المقاومة والجهاد في مواجهة الاحتلال والتطبيع.
إنتقل الى الملكوت الأعلى في ٢٩/٠٧/٢٠٢٤ إثر جلطة دماغية.
مؤلفاته
حطيط، أمين محمّد. صراع على أرض لبنان بين الحدود الدوليّة و الخط الأزرق : وفائع وأسرار. بيروت : دار الأمير، 2004
حطيط، أمين محمّد. الاستراتيجية الدفاعية ؛ مبادئ عامة و... تطبيق في لبنان. بيروت : دار الهادي للطباعة والنشر والتوزيع، 2006
حطيط، أمين محمّد. دلالات عدوان تموز 2006 على لبنان ؛ رؤية عسكرية أميركية. بيروت : مركز باحث للدراسات، 2010 
حطيط، أمين محمّد. استراتيجيات الصراع مع الصهيونية ؛ المقاومة تحصد الانتصارات 2000 - 2010. بيروت : دار المحجة البيضاء للطباعة والنشر والتوزيع، 2012
حطيط، أمين محمّد. انهيار الردع الإسرائيلي (شؤون أمنية واستراتيجية). بيروت : مركز دراسات الوحدة العربية، 2012
حطيط، أمين محمد. قانون التجارة اللبناني : الأعمال التجارية التجار والمؤسسة التجارية الشركات التجارية. بيروت : منشورات زين الحقوقية، 2021

## در ومراجع
1. ↑  لندن - باحثون - أمين حطيط نسخة محفوظة 15 ديسمبر 2019 على موقع واي باك مشين.
2. ↑  مداخلة العميد أمين حطيط على الفضائية السورية 09-05-2013 نسخة محفوظة 15 ديسمبر 2019 على موقع واي باك مشين.
3. ↑  تعليقاً على خطاب الاسد : العميد امين حطيط - الفضائية السورية -  26.7.2015 نسخة محفوظة 07 أكتوبر 2016 على موقع واي باك مشين.